# You're Just Too Obscure for Me
You're Just Too Obscure for Me es un álbum recopilatorio de los mejores éxitos de la banda neozelandésa The Verlaines. Fue lanzado en 2003 por Flying Nun Records.

## Lista de canciones
1. "Pyromaniac"
2. "War in My Head"
3. "Joed Out"
4. "This Valentine"
5. "Lying in State"
6. "Hanging By Strands"
7. "Whatever You Run Into"
8. "Heavy 33"
9. "Jailhouse 4.00 a.m."
10. "Death & the Maiden"
11. "C.D. Jimmy Jazz & Me"
12. "Anniversary"
13. "Slow Sad Love Song"
14. "Doomsday"
15. "Bird Dog"
16. "Blanket Over the Sky"
17. "Ready to Fly"
18. "Ballad of Harry Noryb"